# 徐敏 (1947年)
徐敏（1947年10月8日—），男，山西人，中国影视演员，一级演员。现为中国电影家协会会员、中国表演艺术学会会员 。電視代表作品《雍正王朝》的太子胤礽、《孝庄秘史》的大贝勒代善、《走向共和》的庆亲王奕劻、《皇太子秘史》的纳兰明珠、《大明王朝1566》的赵贞吉、《神話》的易所長。

## 生平
1968年毕业于北京戏剧专科学校表演系，1970年进入承德话剧团任演员，1976年调至北京电影制片厂。

## 表演作品
- 列表不全，待补充。

### 电视剧作品
- 1998年《雍正王朝》（太子胤礽）
- 2000年《忠诚》（孙亚东）
- 2000年《李卫当官》（太子胤礽）
- 2001年《走向共和》（庆亲王奕劻）
- 2001年《杨门女将》（八贤王赵德芳）
- 2002年《孝庄秘史》（礼亲王代善）
- 2003年《皇太子秘史》（纳兰明珠）
- 2003年《少年康熙》（苏克萨哈）
- 2003年《无盐女》饰徐梦湖
- 2003年《风云争霸》饰单公公
- 2004年《太祖秘史》（李成梁）
- 2004年《正德演义》（刘瑾）
- 2004年《使命》（清水市委书记万宇臣）
- 2005年《聊斋志异之陆判》（司徒判官）
- 2006年《雪域情》（李素芝）
- 2006年《雪在烧》（方子恩）
- 2007年《大明王朝1566》（赵贞吉）
- 2008年《牟氏庄园》（牟二爷）
- 2009年《王屋山上的传说》（皇上）
- 2010年《神话》（易所长）
- 2010年《杨贵妃秘史》（杨玄璬）
- 2010年《丝丝心动》（欧阳雄）
- 2010年《内线》（蒋玉龙）
- 2010年《铁梨花》（冯先生）
- 2010年《桥隆飒》 （彭锡华）
- 2012年《楚汉争雄》 （范增）
- 2017年《大軍師司馬懿》 （鍾繇）
- 2019《小歡喜》（劉靜父親）
- 2020《三十而已》（王漫妮父親）

### 电影作品
- 1976年《山花》
- 1977年《希望》
- 1979年《婚礼》
- 1980年《亲缘》
- 1980年《405谋杀案》
- 1981年《零点起飞》
- 1982年《大海在呼唤》
- 1984年《破雾》
- 1984年《经理室的空座位》
- 1984年《将军的抉择》
- 1984年《巴山儿女》
- 1986年《美人鱼》
- 1988年《嗨!姐们儿》饰赵翰之
- 1992年《蓝风筝》
- 1998年《零点行动》
- 2000年《生命列车》
- 2001年《英雄郑成功》（隆武帝）
- 2009年《花木兰》（柔然单于）